# Бюшон, Жан Александр
Жан Алекса́ндр Бюшо́н (фр. Jean Alexandre Buchon; 21 мая 1791, Менту-Салон — 29 апреля 1846, Париж) — французский историк.

## Биография
В качестве сотрудника различных либеральных журналов принимал участие в борьбе против Реставрации, много раз был преследуем правительством, а его сочинения, как, например: «Vie de Tasse» (1817), подвергались запрещению. В 1821 году он читал в Атенее лекции по истории драматического искусства в Англии, а в течение следующего года объехал большую часть Европы, в видах собрания средневековых источников по истории Франции.
В 1828 году на Бюшона возложена была министром Ж.-Б. Мартиньяком инспекция над всеми архивами и публичными библиотеками Франции, а в 1829 году он был назначен генерал-инспектором департаментских и коммунальных архивов, но вскоре после того, при переходе управления в руки министерства Ж. Полиньяка, был удалён от дел. С этого времени Бюшон жил, занимаясь своими научными и литературными работами, независимо в Париже, где и умер.

## Творчество
По возвращении из поездки по Европе, начал издавать «Collection des chroniques nationales françaises, écrites en langue vulgaire du XIII-e au XVI-e siècle» (47 томов, 1824—1829), которую выпускал вместе с «Chroniques de Froissart» (15 томов, 1824—1826). Большое число и других источников по истории Франции обнародовано Бюшоном, с литературно-историческими и биографическими разборами, в «Пантеоне литературы» (фр. Panthéon littéraire). Часть этого последнего собрания образуют также обработанные им «Chroniques relatives aux expéditions françaises pendant le XIII-e siècle» (1840). Кроме того, он пытался в «Esquisse des principaux faits de nos annales nationales du XIII-e au XVII-e siècle» дать введение к изучению французских источников и руководство к пользованию ими.
Кроме «Histoire populaire des Français» (1832 год), он напечатал: «Quelques souvenirs de courses en Suisse et dans le pays de Bade» (1836 год) и «La Grèce continentale et la Morée» (1843 год); «Recherches et matériaux pour servir à une histoire de la domination française dans les provinces démembrées de l’Empire Grec» (1840 год), в «Nouvelles recherches historiques sur la principauté française de Morée» (3 изд., 2 тома, 1843—44 годы) и оставшуюся неоконченной «Histoire des conquêtes et de l'établissment des Français dans les Etats de l’ancienne Grèce sous les Ville-Hardoin» (1 том, 1846 год).

### Список произведений
- Notice sur un atlas en langue catalane de l'any 1374, conservé parmi les manuscrits de la Bibliothèque du Roi (фр.) // Notices et extraits des manuscrits de la Bibliothèque du Roi. — Paris: Imprimerie royale, 1838. — Vol. XIII, no 2.
- Avec J. Tastu. Notice d'un atlas en langue catalane, manuscrit de l'an 1375 conservé parmi les manuscrits de la Bibliothèque royale sous le numèro 6816, fonds ancien, in-folio maximo (фр.) // Notices et extraits des manuscrits de la Bibliothèque du Roi. — Paris: Imprimerie royale, 1839. — Vol. XIV, no 1.